# Черешня
Чере́шня, или Ви́шня пти́чья (лат. Prúnus ávium) — древесное растение; вид рода Слива семейства Розовые.
Как полагают, черешня была известна уже за 8000 лет до н. э. в Анатолии и в Европе — на территории современных Дании и Швейцарии (жителям свайных построек).

## История названия
Название черешни почти во всех европейских языках (а также в турецком, армянском, арабском и арамейском) восходит к древнегреческому κέρασος «вишня». Народная этимология связывала это слово с городом Керасунт между Фарнакией и Трапезундом, который в античности славился вишнями. Современные языковеды считают греческое слово заимствованным из какого-то семитского или кавказского наречия.

## Ботаническое описание

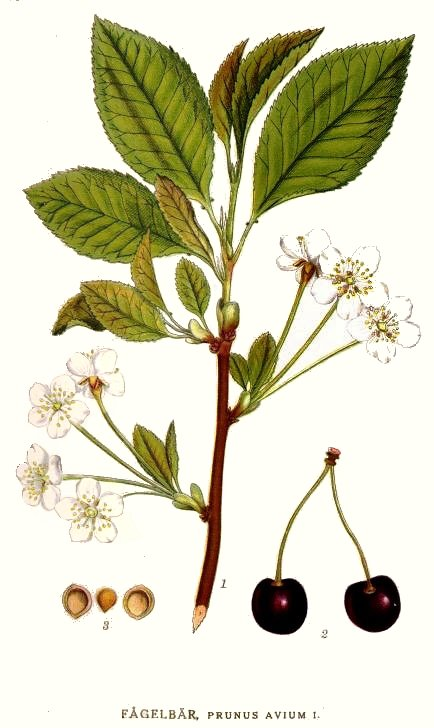

Черешня — древесное растение, принадлежащее к деревьям первой величины. Характеризуется быстрым ростом, особенно в молодом возрасте. Крона яйцевидной формы, однако, в зависимости от условий роста, её форма может изменяться от яйцевидной к конусообразной. Характерной особенностью черешни является наличие побегов двух типов: брахибласты и ауксибласты. Кора у молодых деревьев коричневого, красноватого или серебристого цвета, с многочисленными полосами, длительное время покрыта коричневыми чечевичками, иногда может шелушиться поперечными тонкими плёнками.
Корневая система преимущественно горизонтального типа, но при благоприятных условиях могут образовываться и хорошо разветвлённые вертикальные корни. Стержневой корень формируется лишь в течение первого — второго годов жизни, а со временем происходит его разветвление.
Для черешни характерны три типа почек: генеративные, вегетативные и смешанного типа, которые соответственно размещаются на плодовых и ростовых побегах.
Листья коротко заострённые, обратнояйцевидной, удлинённо-яйцевидной или эллиптической формы, пильчатые, слегка морщинистые. Черешки с двумя желёзками у основания пластинки, длиной до 16 см.
Цветки двуполые, белого цвета, как правило, появляются на побегах незадолго до распускания листьев, образуя немногоцветковые, почти сидячие зонтики. Чашелистиков и лепестков по пять, тычинок много, пестик один.
Плоды — настоящие костянки, с мясистым, сочным околоплодником, по форме овальные, шаровидные или сердцевидные, а по окраске от светло-жёлтых (почти белых) до тёмно-красных (почти чёрных), у дикорастущих плоды мельче, чем у культурных, до 2 см в диаметре. Косточка шарообразная или чуть удлинённая, с гладкой поверхностью. Семена состоят из кожуры, зародыша и эндосперма. Окраска кожуры желтовато-коричневая, иногда с тёмно-красным оттенком.
Для черешни характерны несколько способов размножения (семенное, пнёвой порослью и корневыми отпрысками), но в естественных условиях преобладает семенное размножение.
Отличается от вишни высоким прямым штамбом, с довольно светлой корой, мутовчато расположенными ветвями, цветом (светло-зелёный), формой (овальный, длинный, сильно зазубренный) своих висячих листьев, а также довольно ограниченным районом распространения, в зависимости от больших требований в отношении тепла. Черешня — растение умеренного климата южной Европы.

## Экология

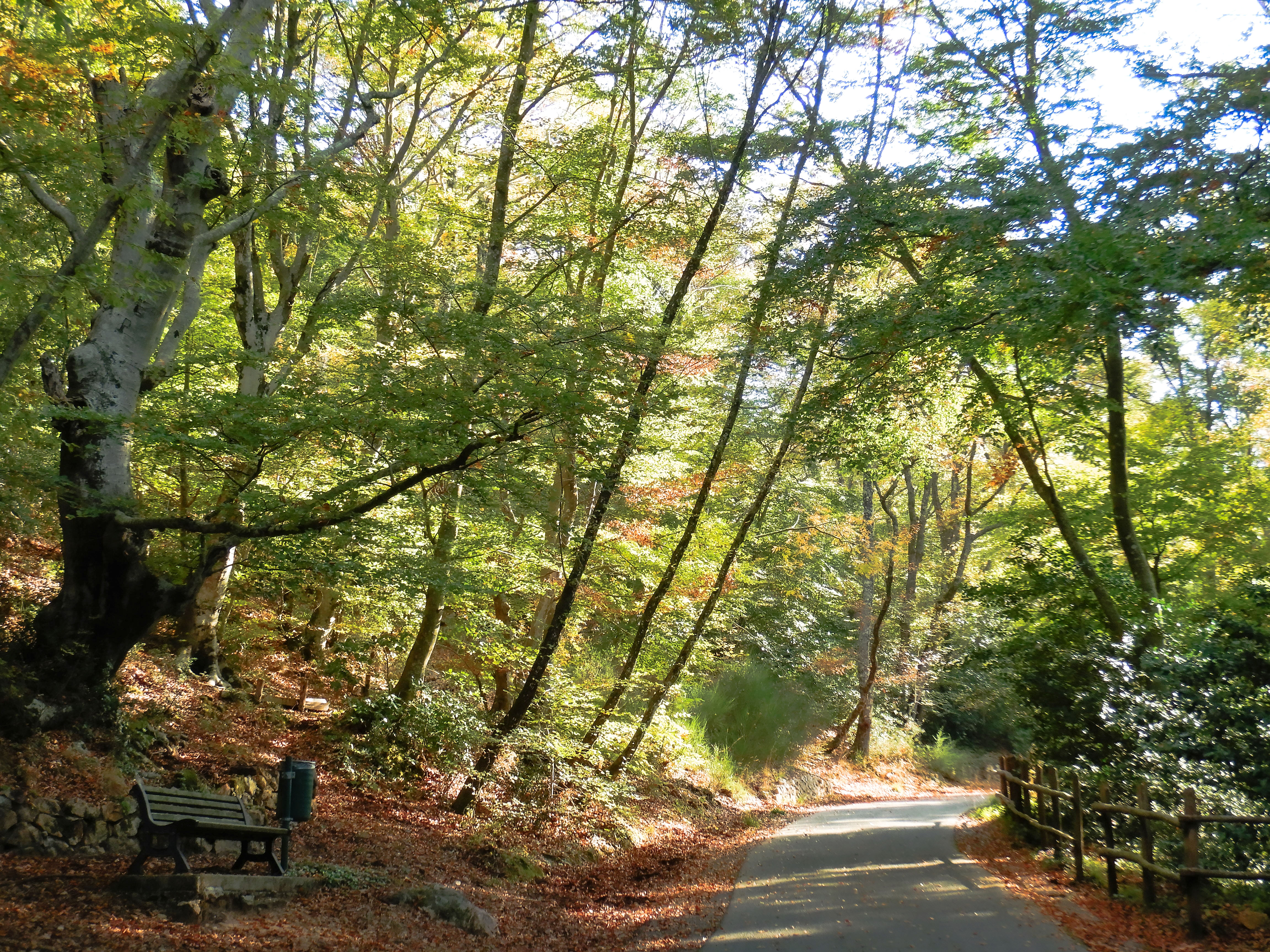
Буковый лес в Италии

Широко распространена в буковых лесах Европы, образованных буком лесным. По ним распределена неравномерно. Предпочитает термо-базифитные леса, основной ареал которых находится в странах Средиземноморья и на юге Центральной Европы. Кроме того, обитает в лесах Юго-Западной Азии, сформированных буком восточным. 
Черешня — типичный представитель дубово-грабовых лесов Европы и прилегающих к ней регионов Юго-Западной Азии, в которых преобладают дуб скальный, дуб каштанолистный и граб обыкновенный. Она гораздо чаще наблюдается в горных сухих грабинниках, сложенных грабом восточным при участии нескольких видов дуба, чем в низменных заболоченных черноольшаниках.

## Хозяйственное значение и применение
Ценный апрельско-майский медонос, дающий пчёлам нектар, пыльцу-обножку и клей-прополис. Среди косточковых черешня занимает первое место по нектаропродуктивности. Медопродуктивность достигает 35 кг с гектара насаждений.
В семенах черешни до 30 % жирного масла, которое может иметь техническое применение, и до 1 % эфирного масла, употребляемого в парфюмерии и ликёрном производстве. В листьях до 250 мг% витамина C.
В народной медицине сок черешни используют как отхаркивающее средство при бронхитах и трахеитах, водный настой из мякоти плодов — освежающее и жаропонижающее средство при простуде; черешня также повышает аппетит.
Растение выделяет много камеди, которую используют в текстильном производстве и при отделке тканей. В коре 7—10 % танинов, что позволяет употреблять её для дубления кожи.
Кору и корни раньше применяли для окраски шерсти и тканей.
Древесина пригодна для столярных изделий, из молодых стволов делают обручи. Известностью пользуются курительные трубки и мундштуки из черешни.

### Основные страны производители
| Турция     | 640 |
| США        | 312 |
| Чили       | 172 |
| Узбекистан | 156 |
| Иран       | 137 |
| Испания    | 115 |
| Италия     | 107 |
| Греция     | 91  |
| Украина    | 90  |
| Сирия      | 85  |

## Культура
Черешня самобесплодна. Для опыления требуется посадка 2—3 деревьев.
Наиболее зимостойкими в условиях средней полосы России считаются сорта: «Память Сюбаровой», «Северная», «Тютчевка», «Ревна», «Фатеж». К весенним заморозкам устойчивы сорта «Фатеж» и «Итальянка». Сорта «Чермашная» и «Синявская» характеризуются меньшей зимостойкостью и больше подходят для юга Московской области. Сорт «Фатеж» сочетает в своём генотипе высокий биологический потенциал с максимальной реализацией его в урожай плодов. Сорт «Чермашная» обладает экономным генеративным потенциалом и при относительно небольшой биологической продуктивности способен обеспечивать хорошую урожайность. Сорт «Тютчевка» закладывает наибольшее количество цветковых почек, но только четверть из них реализуется в плоды. Благодаря более крупным плодам, этот сорт не уступает другим по урожайности.
Местоположение: безветренное. Плохо растёт на кислых почвах и в местах с близко расположенными грунтовыми водами.
С 2—3-летнего возраста желательно проводить обрезку: удалять поросль, формировать штамб (удаление нижних ветвей), укорачивать лидер переводом на боковую ветвь, прореживать крону.
Деревья следует использовать до 15 лет.

## Плоды черешни

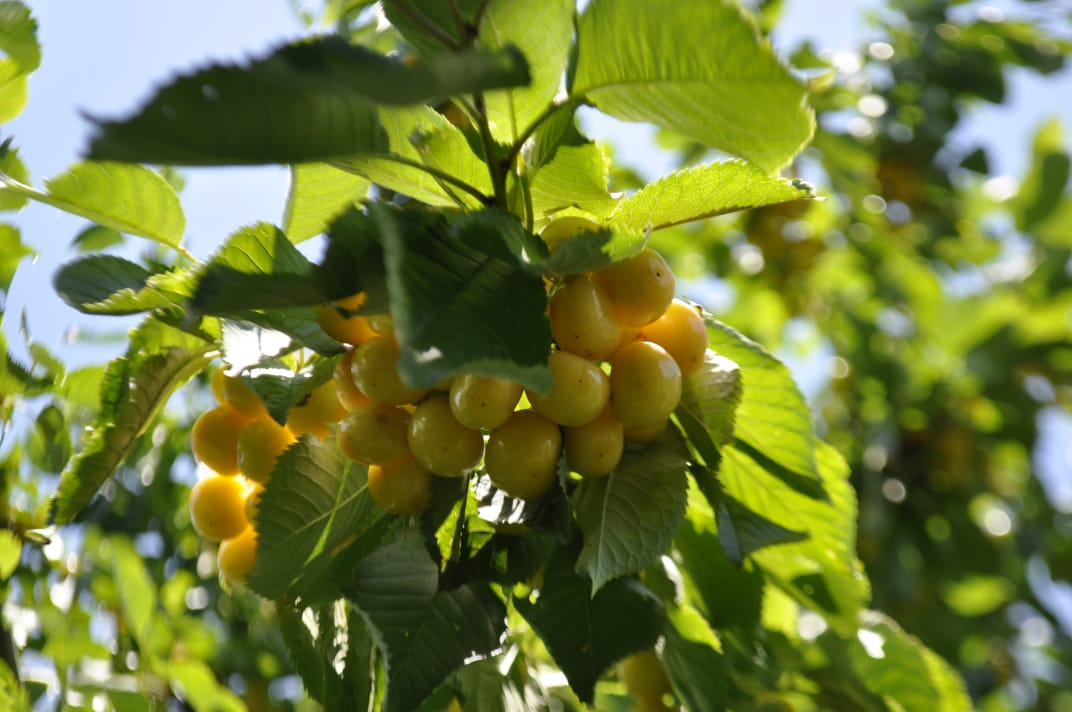
Плоды белой черешни

Сроки созревания плодов черешни могут сильно отличаться в зависимости от сорта и местности. Срок хранения черешни 7–10 дней.

Плоды черешни состоят из 82% воды, 16% углеводов, 1% белка и практически не имеют жира (0,2 г. на 100 г.). В отличие от вишни, плоды черешни содержат меньше питательных веществ на 100 г.
В черешне содержатся органические кислоты, сахара (фруктоза, глюкоза), витамины C, A, B1, B2, E, PP, микроэлементы (железо, йод), макроэлементы (калий, кальций, магний и другие), пектиновые вещества, а также большое количество антоцианов — веществ из группы флавоноидов. Фенолы черешни ингибируют рак молочной железы, не оказывая токсического действия на нормальные клетки. Сок из австрийских сортов черешни имеет высокую концентрацию антоцианов и обладает высокой антиоксидантной способностью. 
Плоды черешни высоко ценятся за приятный сладкий вкус. Плоды употребляют в свежем виде; они пригодны также для различных видов переработки: получения соков, компотов, плодового вина, приготовления варенья и джема.
Известные сорта черешни:
- Аделина
- Алая
- Аннушка
- Ариадна
- Бархатная
- Берекет
- Бигарро Бурлат
- Брянская розовая
- Валерий Чкалов
- Гронкавая
- Дагестанская ранняя
- Дайбера чёрная
- Деметра
- Десертная
- Долорес
- Кавказская
- Стаккато
- Шпанка
- Юлия
- Ярославна

| Общий вид цветущего дерева | Лист | Цветки | Побег с плодами | Косточки черешни |

## Черешня в массовой культуре
«Старая черешня» (азерб. Gilas ağaci) — советская детская короткометражная драма 1972 года производства киностудии Азербайджанфильм, являющаяся экранизацией одноимённого рассказа Акрама Айлисли.